# 캔톤 가족 대소동
캔톤 가족 대소동(Mine Vaganti, Loose Cannons)은 이탈리아에서 제작된 페르잔 오즈페텍 감독의 2010년 드라마 영화이다. 리카르도 스카마르치오 등이 주연으로 출연하였고 도메니코 프로카치 등이 제작에 참여하였다.

## 출연

### 주연
- 리카르도 스카마르치오
- 니콜 그리마우도

### 조연
- 알레산드로 프리지오시
- 루네타 사비노
- 엔니오 판타스틱치니
- 엘레나 소피아 리치
- 일라리아 오키니
- 비앙카 냅피
- 다니엘레 페치
- 캐롤리나 크레센티니
- 파올라 미나치오니
- 지오르지오 마체시
- 지아 마르티레
- 다리오 밴디에라
- 마테오 타란토

## 제작진
- 미술: 안드레아 크리산티
- 의상: 알레산드로 레이